# Ikudol
Ikudol – gaun wikas samiti w środkowej części Nepalu w strefie Bagmati w dystrykcie Lalitpur. Według nepalskiego spisu powszechnego z 2001 roku liczył on 381 gospodarstw domowych i 2133 mieszkańców (1046 kobiet i 1087 mężczyzn).